# 艾德·羅格

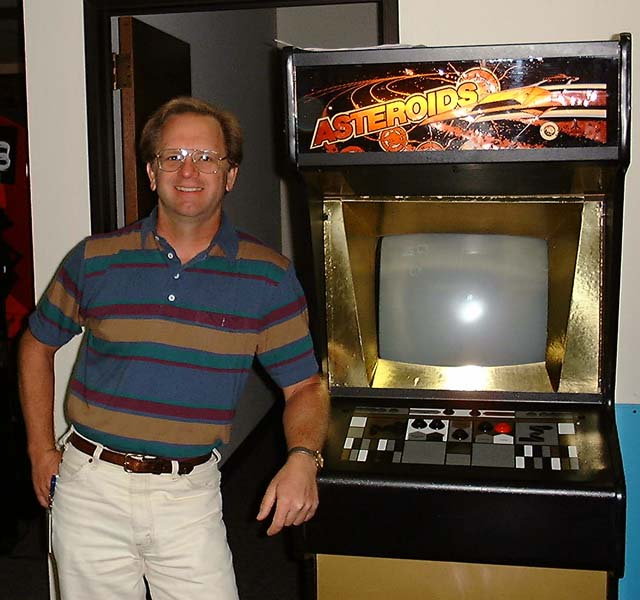
1999年的艾德·罗格。站在雅达利非常罕见的“Gold Asteroids”旁边

艾德·羅格（Ed Logg，1948年—）是一名美國電子遊戲設計師。

## 生平
曾就職於雅達利，為雅達利2600和大型電玩設計遊戲。
互动艺术与科学学会2011年授予傳主先鋒獎，稱他是「數十億美元遊戲產業的奠基者」之一。艾德·羅格還登上IGN史上百大遊戲設計師第43名。